# Мариза
Мариза дос Реис Нунес (порт. Marisa dos Reis Nunes; рођена 16. децембра 1973), познатија под својим сценским именом Мариза, португалска је фадо певачица.
До сада, продала је преко милион плоча широм света. Прво дете је родила 6. јула 2011. године, два месеца пре рока. Бебу, чије име још није познато, добила је у вези са Ентонијем Фереиром.

## Биографија

### Детињство и младост
Рођена је у данашњем Мапуту у афричкој држави Мозамбик, тада португалској колонији. Маризин отац је португалског, а мајка делимично афричког порекла. Када је имала три године, њена породица се преселила у Португал, тако да је одрасла у историјским четвртима Лисабона, Моурарији и Алфами. Као веома млада, певала је широк спектар музичких стилова, укључујући госпел, соул и џез. Отац ју је снажно охрабривао да пева фадо, јер је сматрао да ће кроз традиционалну музику бити прихваћенија у португалској заједници.

## Музичка каријера
Године 1999, тада најпознатија и највољенија певачица фада, Амалија Родригес, је умрла. У склопу јавног сећања и жалости које су следиле, фадо је повратио велики део своје претходне популарности, а од Маризе је затражено да наступи у част Родригесове. Наступ је био запажен, те су пријатељи од ње тражили да сними фадо албум. То је и урадила, а 2001. године албум Fado em Mim је пуштен у продају. Продат је у невероватних 100.000 примерака, јер се 4.000 продатих примерака са фадо музиком тада сматрало успехом. Након што је издавачка кућа пустила албум у продају широм света, број продатих примерака скочио је на 140.000.
Једна од Маризиних хит песама, Transparente, посвећена је њеној афричкој баки. На отварању утакмице између фудбалских репрезентација Португалије и Јужне Кореје на Светско првенство у фудбалу 2002., Мариза је отпевала химну Португала.
До тренутка објављивања другог албума, Fado Curvo, издатог 2003. године, сматрана је чланом Новог фадо покрета, са гласом који подсећа на традиционалне диве, као што је била Родригесова. Њена интерпретација фадо песама брзо јој је донела међународна признања, међу којима и награду BBC Радија 3 за најбољег европског уметника. Телевизијски деби у Британији био јој је у ауторској емисији Џулса Холанда, Later with Jools Holland. За Олимпијске игре у Атини 2004 певала је заједно са Стингом песму A Thousand Years. Песма се нашла на званичним албуму Олимпијских игара у Атини, Unity, на коме је певала фадо на енглеском и португалском.
Маризин трећи албум, Transparente, снимљен је у Бразилу и објављен је 2005. године. Наступала је на Live 8, као и на Eden Project у Корнволу, након чега је позвана на концерте и догађаје широм света у циљу промовисања португалске културе; од Аустралије до Финске, САД и Аргентине. Албум је ушао у првих десет на топ-листама у земљама попут Холандије, Шпаније и Финске. Наступила је у ревијалном делу Песме Евровизије 2018. у Лисабону, током отварања финалне вечери.
Јула 2022. додељена јој је Златна медаља за заслуге.

## Дискографија
- Fado em Mim (2002)
- Fado Curvo (2003)
- Live in London (2005) ДВД
- Transparente (2005)
- Concerto em Lisboa (2006) ДВД и ЦД
- Terra (2008)
- Fado Tradicional (2010)